# Слупча
Слупча (пол. Słupcza) — село в Польщі, у гміні Двікози Сандомирського повіту Свентокшиського воєводства.
Населення — 807 осіб (2011).
У 1975-1998 роках село належало до Тарнобжезького воєводства.

## Демографія
Демографічна структура на день 31 березня 2011 року:
|          | Загалом | Допрацездатний вік | Працездатний вік | Постпрацездатний вік |
| -------- | ------- | ------------------ | ---------------- | -------------------- |
| Чоловіки | 391     | 68                 | 278              | 45                   |
| Жінки    | 416     | 65                 | 226              | 125                  |
| Разом    | 807     | 133                | 504              | 170                  |